# Scaptodrosophila garumga
Scaptodrosophila garumga är en tvåvingeart som beskrevs av Klinken 1997. Scaptodrosophila garumga ingår i släktet Scaptodrosophila och familjen daggflugor. Inga underarter finns listade i Catalogue of Life.